# Emilia Michalska
Emilia Michalska, ps. Ewa Urbusiowa, Kalja (ur. 7 lipca 1906 w Pruchnej, zm. 24 października 1997 w Cieszynie) – polska poetka ludowa.
Pisała wiersze, bajki ludowe, ballady, pastorałki, gawędy, opowiadania i utwory sceniczne. Zajmowała się także malarstwem. Swoje utwory publikowała początkowo w prasie regionalnej i kalendarzach, później także w antologiach.
Zmarła w szpitalu w Cieszynie. Została pochowana w Pruchnej.

## Tomiki poetyckie
- Zapach ziemi (1973)
- Chłopskie słowo (1977)
- Chylą się moje dni (1980)
- Jesienne liście (1981)
- Cieszyńskie kwiaty (1989)
- Zmagania z czasem (1994)
- Chcę żyć, a nie być (1998)